# Hypersymmoca faecivorella
Hypersymmoca faecivorella är en fjärilsart som beskrevs av Pierre Chrétien 1917. Hypersymmoca faecivorella ingår i släktet Hypersymmoca och familjen praktmalar, Oecophoridae. Inga underarter finns listade i Catalogue of Life.